# Тинн, Генри, 6-й маркиз Бат
Генри Фредерик Тинн, 6-й маркиз Бат (англ. Henry Frederick Thynne, 6th Marquess of Bath; 26 января 1905 — 30 июня 1992) — британский аристократ, землевладелец и консервативный политик, титулованный лорд Генри Тинн с 1905 по 1916 год и виконт Уэймут с 1916 по 1946 год.

## История и образование
Родился 26 января 1905 года в Лондоне. Второй сын Томаса Тинна, 5-го маркиза Бата (1862—1946), и Вайолет Кэролайн Мордаунт (1869—1928), незаконнорожденной дочери Гарриет Мордаунт и Лоури Коула, 4-го графа Эннискиллена. Он получил образование в школе Нью-Бикон, Севеноукс, школе Харроу и колледже Крайст-Черч, Оксфорд. В 1916 году он стал вероятным наследником поместий и титулов своего отца после того, как его старший брат Джон Тинн, виконт Уэймут (1895—1916), был убит в бою во время Первой мировой войны.
В Оксфорде, Генри Тинн был в составе железнодорожного клуба, в который входили: Генри Йорк, Рой Харрод, Дэвид Планкет Грин, Гарри Фокс-Странгвайс, Брайан Ховард, Майкл Росс, Джон Сутро, Хью Лигон, Гарольд Актон, Брайан Гиннеса, Патрик Бальфур, Марк Огилви-Грант, и Джон Друри-Лоу.
В 1920-е годы бульварная пресса считала его одним из Ярких Молодых людей.

## Политическая и военная карьера
Как виконт Уэймут, Генри Тинн был избран членом парламента от Фрома в период с 1931 по 1935 год, а также был членом Совета герцогства Корнуолл с 1933 по 1936 год и мировым судьей Уилтшира в 1938 году.
Он получил звание майора на службе Королевских йоменов Уилтшира, участвовал во Второй мировой войне и был награждён Бронзовой звездой и Серебряной звездой за действия в тот период.
Генри Тинн сменил своего отца на посту 6-го маркиза Бата 20 апреля 1946 года. Он был известен своей работой в лесном хозяйстве в родовом поместье Лонглит. Именно он разработал сафари-парк и открыл дом для публики в 1949 году.
Начиная с 1960 года он собрал то, что станет крупнейшей коллекцией картин Адольфа Гитлера, насчитывающей шестьдесят картин к 1983 году. В какой-то степени поклонник Гитлера, маркиз Бат цитируется как «Гитлер сделал чертовски много для своей страны».

## Семья
27 октября 1927 года лорд Уэймут женился первым браком на Достопочтенной Дафне Уинифред Луизе Вивиан (11 июля 1904 — 5 декабря 1997), дочери Джорджа Вивиана, 4-го барона Вивиана, и Барбары Фаннинг. Супруги развелись в 1953 году. У них было пятеро детей:
- Леди Кэролайн Джейн Тинн (28 августа 1928 — 20 апреля 1995); в 1950 году вышла замуж за Дэвида Сомерсета, 11-го герцога Бофорта, от брака с которым у неё было четверо детей.
- Достопочтенный Томас Тимоти Тинн (13 октября 1929 — 14 сентября 1930); умер в младенчестве.
- Александр Джордж Тинн, 7-й маркиз Бат (6 мая 1932 — 4 апреля 2020); женился на Анне Гьярмати, двое детей
- Лорд Кристофер Джон Тинн (9 апреля 1934 — 27 января 2017); в 1968 году женился на Антонии Палмер (1940—2018), дочери сэра Энтони Палмера, 4-го баронета. У них был одна дочь.
- Лорд Валентайн Чарльз Тинн (3 ноября 1937 — 7 июля 1979), 1-я жена с 1961 года (развод в 1971) — Вероника Джекс, от брака с которой у него было двое детей. В 1971 году во второй раз он женился на Сюзанне Кэролайн Олдер, с которой развелся в 1976 году. В 1977 году его третьей женой стала Иза Мэри Деннис (? — 2005).

Став лордом Батом, Генри Тинн 15 июля 1953 года женился вторым браком на Вирджинии Пенелопе Парсонс (9 апреля 1917 — 18 сентября 2003), дочери Алана Леонарда Ромейна Парсонса и Виолы Три, после её развода в начале того же года с Дэвидом Теннантом (1902—1968). У них была одна дочь:
- Леди Сильви Серн Тинн (род. 22 декабря 1958); с 1989 года замужем за Иэном Маккуистоном (род. 1962), имеет двух детей. Невестка нынешней маркизы Бат[6].